# Kirchbierlingen

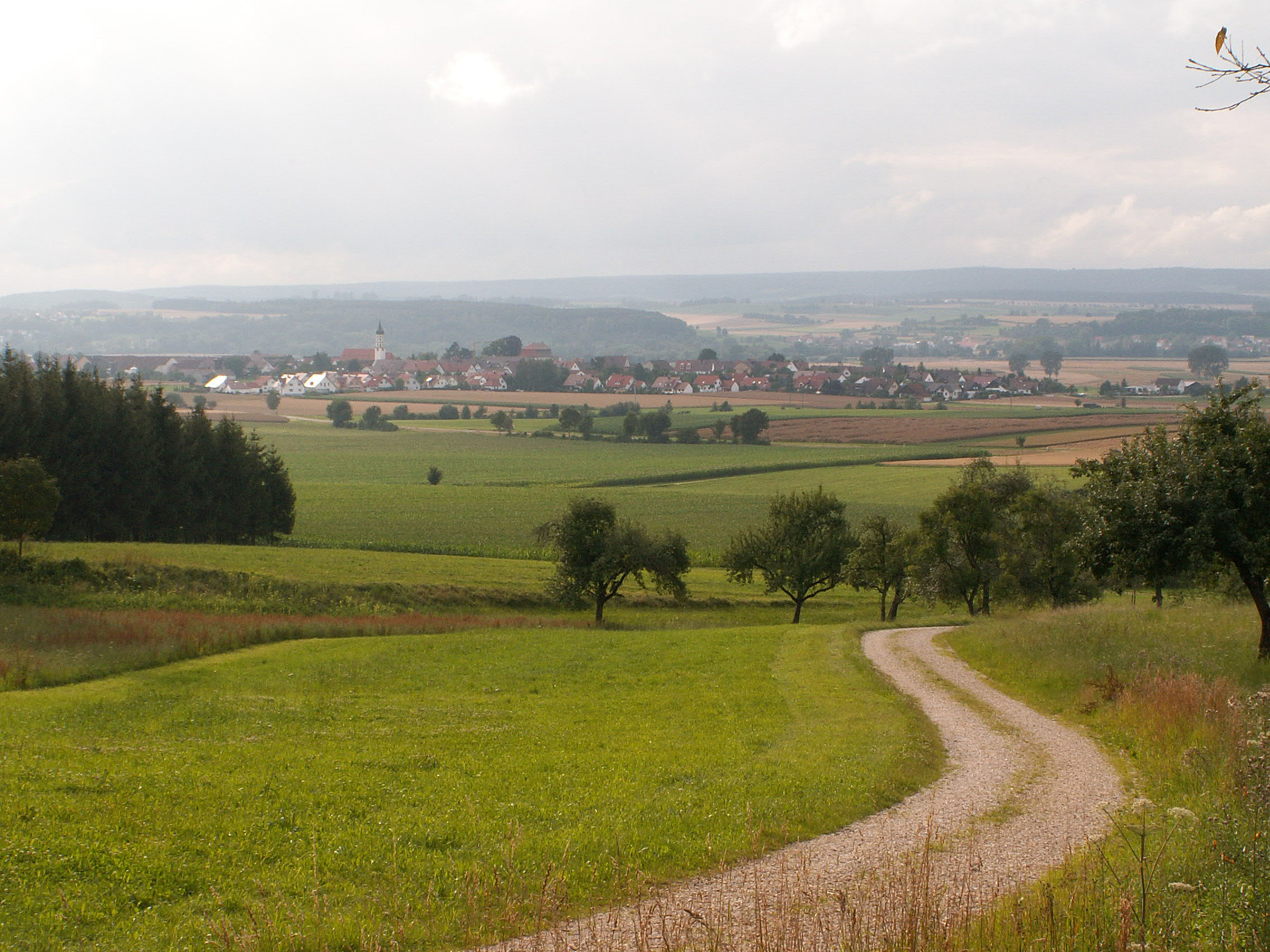
Kirchbierlingen von Südosten (2005)

Kirchbierlingen ist (mit den Weilern Weisel und Sontheim) ein Teilort der Großen Kreisstadt Ehingen (Donau) im Alb-Donau-Kreis in Baden-Württemberg. Der Ort wurde im Jahr 1973 nach Ehingen eingemeindet. Ortsvorsteher ist Armin Egle (Stand: 2024).

## Geschichte
In einer Urkunde des Klosters St. Gallen ist schon um das Jahr 776 von einem Bierlingen als „Pilaringas“ die Rede. Im Jahr 1208 wird ein Dietrich von Bierlingen erwähnt. Und im Jahr 1337 wird ein Adelssitz erwähnt, wobei nicht klar ist, ob Kirchbierlingen oder Altbierlingen gemeint ist.
Die Grafen von Berg, aber auch die Pfalzgrafen von Tübingen hatten an dem Ort Besitz. Insbesondere der Anteil Letzterer an der Pfarrei ist im Jahr 1171/73 als Gründungsgut an das Kloster Marchtal gekommen. Das Kloster kam durch Schenkungen und Kauf nach und nach an den ganzen Ort.
Im Jahr 1803 fiel das Dorf mit der Abtei an die Fürsten von Thurn und Taxis und im Jahr 1806 letztlich an Württemberg.
Kirchbierlingen wurde am 1. Januar 1973 nach Ehingen eingemeindet und ist dort einer von heute 17 Teilorten.

## Politik

### Ortschaftsrat
Dem Ortschaftsrat gehören nach der Kommunalwahl vom 9. Juni 2024 mit dem Ortsvorsteher als Vorsitzenden acht Mitglieder an.
| Partei           | Stimmen | Sitze |
| Freie Liste 2019 | 93,94 % | 8     |

## Pfarrkirche St. Martin
Die Pfarrkirche St. Martin gehörte schon im Jahr 1275 dem Kloster Marchtal an. Erstmals wurde sie im Jahr 776 erwähnt. Es gibt darin einige romanische Überreste, doch die heutige Kirche stammt aus den Jahren bis 1513. Es gab in den Jahren 1600/14 und 1858/59 Umbauten. Das Ortsbild wird auch vom in den Jahren 1758–62 von Abt Edmund von Marchtal errichtete, barocke Pfarrhof geprägt.